# Alessandro Pallavicino

Stemma dei Pallavicino

Alessandro Pallavicino (... – Anversa, 1552/1553) è stato un militare e nobile italiano, della linea Pallavicino di Scipione.

## Biografia
Era figlio di Giulio Pallavicino e di Luigia Anguissola.
A causa di un omicidio commesso a Piacenza, viveva confinato a Torino. Noto per il suo coraggio, venne scelto di fare parte di una congiura allo scopo di eliminare Pier Luigi Farnese, duca di Parma e Piacenza. L'assassinio avvenne il 10 settembre 1547 e a capeggiare i congiurati figurava il conte Giovanni Anguissola e il fratello di Alessandro, Camillo Pallavicino. Anche il marchese di Castel Goffredo Aloisio Gonzaga venne implicato nella vicenda.
Alessandro fu al servizio degli imperiali nell'assedio di Parma. Accusato di aver parteggiato per il nemico, trovò rifugio nelle Fiandre, dove chiese auto a Carlo V. Ad Anversa venne assalito e ucciso da alcuni sicari di casa Farnese. Questo avvenne nel 1552 o nel 1553.